# Josh Kiszka
Pour les articles homonymes, voir Kiszka.
Joshua Michael Kiszka, dit Josh Kiszka, est un auteur-compositeur-interprète américain né le 23 avril 1996 à Flint (Michigan). 
Il est le chanteur du groupe de rock américain Greta Van Fleet qui est également composé de son frère jumeau Jake Kiszka (guitariste), son frère Sam Kiszka (bassiste et claviériste) et de leur ami Danny Wagner (batteur). 

## Biographie

### Jeunesse
Josh Kiszka grandit à Frankenmuth en compagnie de son frère jumeau Jake, sa sœur Veronica et le dernier de la fratrie Sam. Dès son plus jeune âge, ses parents Kelly et Karen Kiszka le plongent dans l'univers artistique musical, cinématographique et littéraire. 
Sur le plan musical, il est principalement influencé par Joe Cocker, Demis Roussos, John Denver et Howlin' Wolf. Il apprécie également les musiques du monde, d'où le Pata Pata de Miriam Makeba dans le titre Mountain of the Sun.
Josh Kiszka est aussi passionné de théâtre. A 17 ans, il a notamment joué le rôle de Willy Wonka dans une représentation de Charlie et la Chocolaterie avec la troupe locale Muth Community Player (2013). 
Il affectionne particulièrement le cinéma, plus précisément la réalisation. Il dit avoir écrit quelques courts métrages. C'est un métier dans lequel il aurait souhaité se lancer si le groupe n'avait pas existé. 
Josh Kiszka a des prédispositions pour l'écriture et écrit principalement les paroles des morceaux du groupe même si les autres membres y contribuent aussi parfois. 

### Greta Van Fleet
Il forme le groupe Greta Van Fleet avec ses frères Jake (guitariste) et Sam (bassiste et claviériste) et leur ami Kyle Hauck (batteur) en 2012 (ce dernier sera remplacé en 2013 par Danny Wagner). 
Il en est le leader et aime à dire que sa voix est un instrument au même titre que la guitare, la basse ou la batterie. Sur scène, il joue du tambourin sur plusieurs morceaux. En 2019, les tenues qu'il porte en concert sur la tournée March Of The Peaceful Army sont des créations uniques réalisées sur mesure (tuniques revêtues de broderies) par la styliste Catherine Hahn et l'artiste StayChillBill.  
De par sa voix et sa gestuelle, Josh est souvent comparé à Robert Plant du groupe mythique Led Zeppelin.

### Engagement dans diverses causes avec Greta Van Fleet
Josh est attaché à la cause environnementale. Il collabore par exemple en 2019 avec la marque Parks Project en mettant en vente un t-shirt dont les profits sont destinés aux parcs nationaux américains.
Avec le groupe, il soutient des associations caritatives, humanitaires ou du domaine de la musique en faisant des dons pendant la pandémie de coronavirus notamment.
Après le meurtre de George Floyd le 25 mai 2020, avec les autres membres du groupe il s'exprime pour soutenir le mouvement Black Lives Matter.
En octobre 2020, le groupe signe un corset qui sera par la suite mis aux enchères au profit de malades du cancer du sein du Hurley Medical Center (Flint, Michigan). Le même mois, ce sera une guitare revêtue de l'autographe de chaque membre du groupe qui sera mise aux enchères au profit de la Frankenmuth Historical Association.
En novembre 2020, le groupe collabore avec la marque Happy Earth en mettant en vente une gourde réutilisable (édition limitée à 100 exemplaires) à l'effigie de leur single My Way, Soon. Les profits sont destinés au soutien de causes écologiques.

### Vie privée
Il fait son coming out via un post Instagram le 20 juin 2023, annonçant vivre avec son compagnon depuis 8 ans.

## Discographie

### Albums studio
- 2018 : Anthem of the Peaceful Army (Republic Records)
- 2021 : The Battle at Garden's Gate (Republic Records)

### EP
- 2017 : Black Smoke Rising (Republic Records)
- 2017 : From the Fires (Republic Records)

### Single
- 2019 : Always There (Republic Records)

## Distinctions
- 2017 : Meilleurs Nouveaux Artistes aux Loudwire Music Awards.
- 2019 : Meilleur Album Rock aux Grammy Awards avec From the Fires.
- 2019 : Chanson Rock de l'année au iHeartRadio Music Awards avec Safari Song.
- 2019 : Meilleur Album Etranger aux Fryderyk Awards avec Anthem of The Peaceful Army.